# Lilaszegélyű egyrétűtapló
A lilaszegélyű egyrétűtapló (Trichaptum biforme) Eurázsiában és Észak-Amerikában honos, lombos fák korhadó törzsén élő, nem ehető gombafaj.

## Megjelenése
A lilaszegélyű egyrétűtapló termőteste max. 1-7,5 cm széles és kb 3 mm vastag, alakja többé-kevésbé félkörös, kagyló vagy vese formájú. Felülete finoman szőrös vagy nagyjából sima. Fehéresen, szürkésfehéren, világosbarnásan zónázott; növekedésben levő széle gyakran halványlila. Az idősebb példányok az algáktól zöldesek lehetnek. 
Alsó termőrétege pórusos. Színe fiatalon lilás vagy ibolyás, a szélei felé élénkebb árnyalatú; az idősebb példányoknál halványbarnásra fakul. A szögletes pórusok viszonylag kicsik (3-5/mm). Idősödve széleiken fogak, tüskék nőnek, néha a termőréteg nem is pórusosnak hanem tüskésnek tűnik. 
Húsa fehér színű, szívós, bőrszerű. Íze és szaga nem jellegzetes.
Spórapora fehér. Spórája hengeres vagy némileg kolbászszerű, felülete sima, mérete 6-8 x 2-2,5 µm. 

### Hasonló fajok
A többi lilás termőrétegű Trichaptum fajtól (pl. fenyő-egyrétűtapló) nagyobb termete, pórusos trámája és élőhelye különbözteti meg.

## Elterjedése és termőhelye
Eurázsiában és Észak-Amerikában honos. Magyarországon gyakori. 
Lombos fák elhalt, korhadó törzsén él, azok anyagát bontja. Tavasszal és nyáron növekszik, de egész évben megtalálható. 
Nem ehető. 
Felhasználása: Gyógyhatása nem ismert, bár kutatják antibakteriális hatásait. Vannak akik egyfajta papírlapot készítenek belőle.

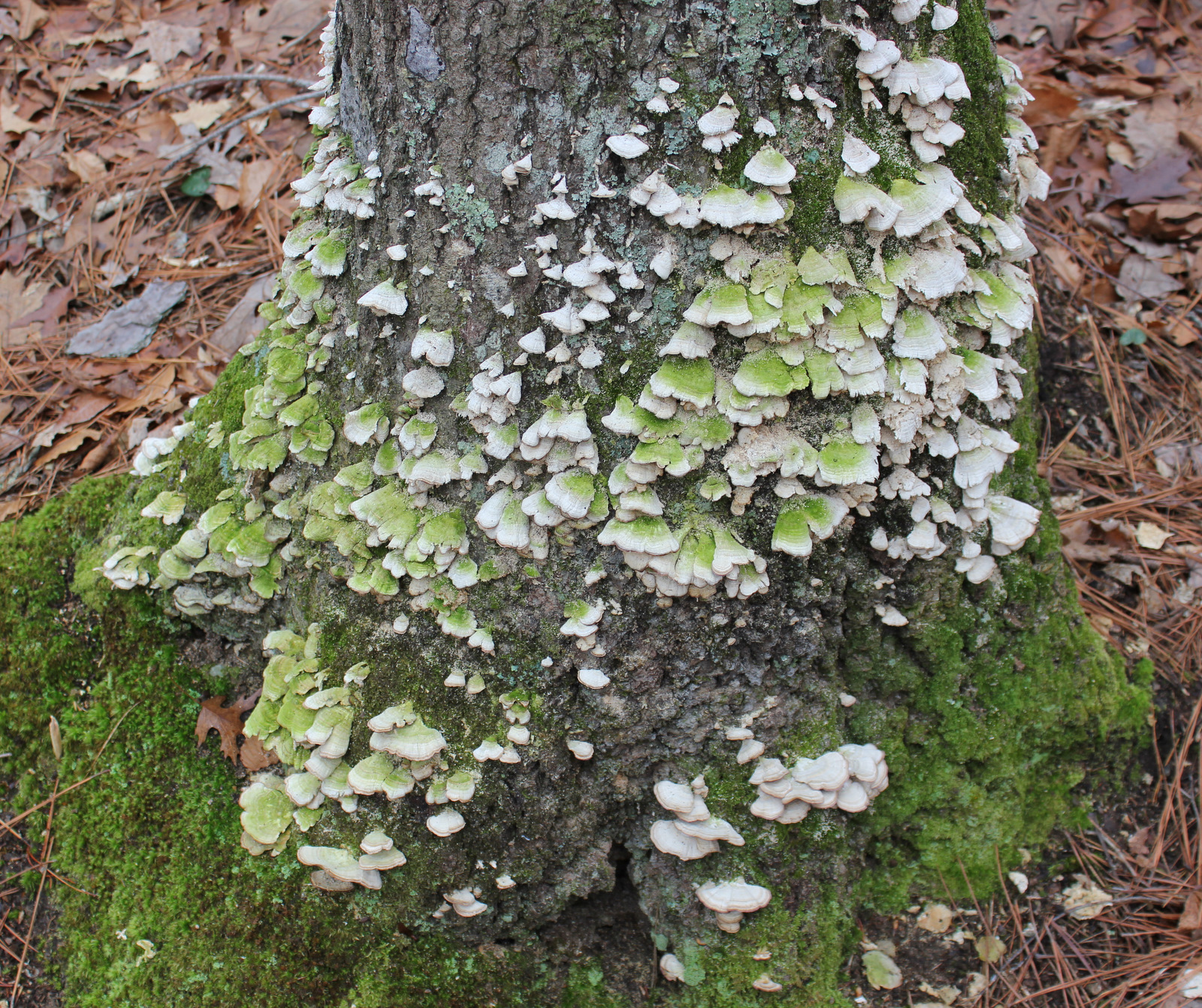
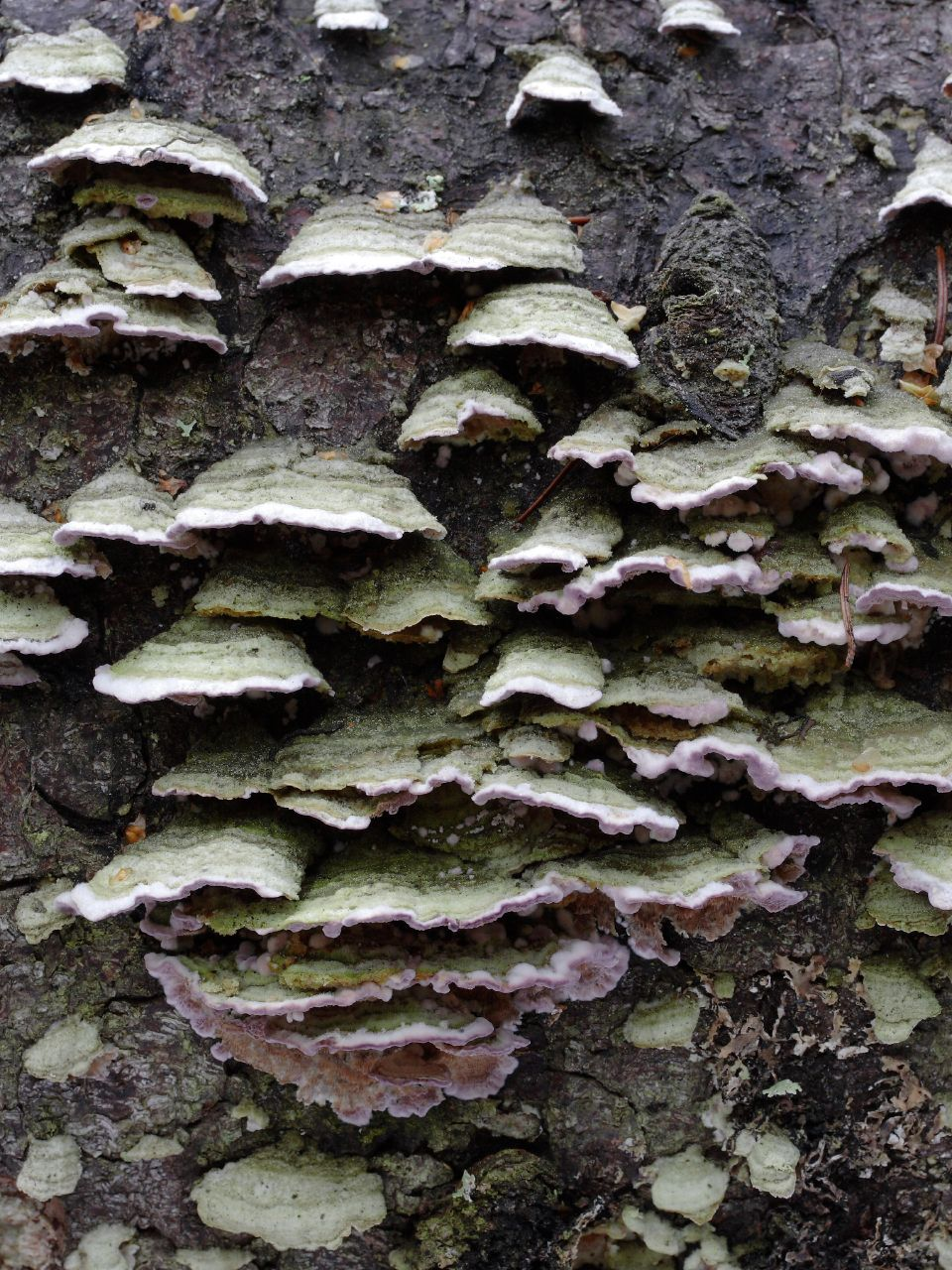
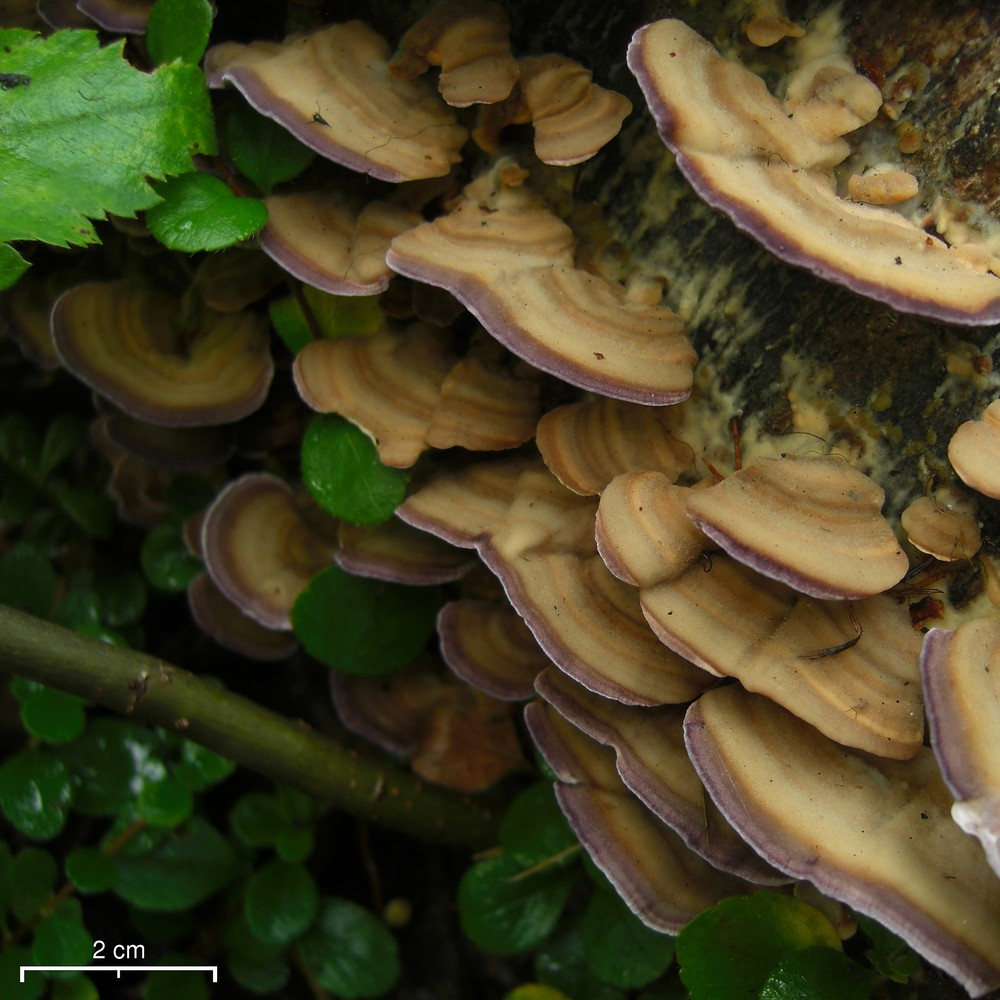
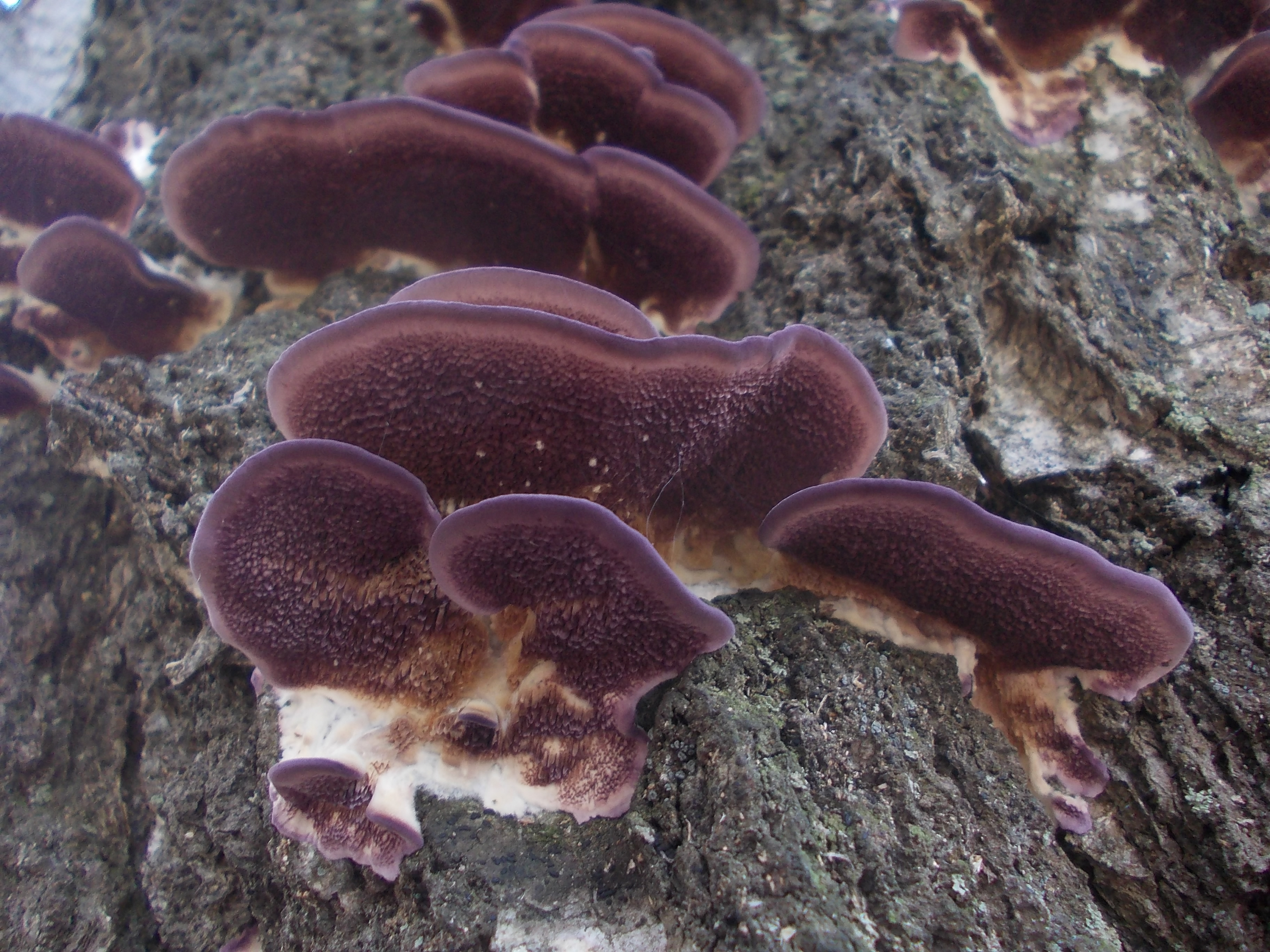
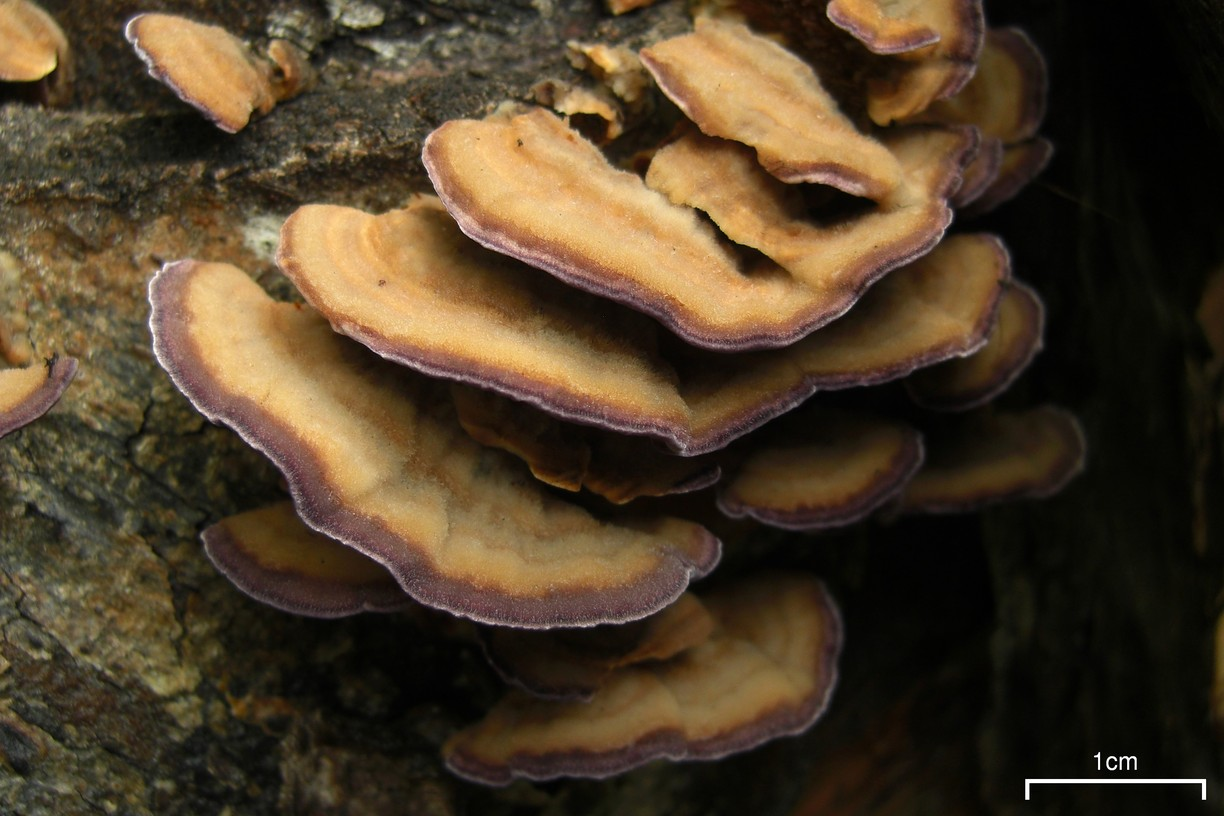